# John Gower
John Gower, född omkring 1330, död 1408, var en engelsk skald som diktade både på engelska, franska och latin.
Gower var en lärd, huvudsakligen satirisk skald, som särskilt lade an på formell korrekthet. På franska skrev han en samling ballader och det didaktiska verket Speculum meditantis (eller Mirrour de l'omme), som länge ansågs förkommet, men som återfanns i slutet av 1800-talet och utgavs 1900 samt 1902; på latin ett arbete kallat Vox clamantis, som påbörjades 1381, sedan Wat Tylers uppror hade blivit övervunnet, och i vilket han gisslar sin samtid, och på engelska den omfångsrika, men poesilösa dikten Confessio amantis (författad på 1390-talet; tryckt av Caxton 1483; utgiven av H. Morley 1889).
Gowers sista större arbete var Chronica tripartita (efter 1399; utgiven 1859), på latinska leoninska hexametrar. Det inflytande, som Gower utövade på den engelska poesin fram emot renässansen, står tillbaka endast för Geoffrey Chaucers. På engelska och latin utgav han dessutom politiska sånger. Han var till en början en varm anhängare av Rikard II, men blev sedermera dennes ivrigaste motståndare. Gowers kärleksdikter utgavs 1886 av Edmund Max Stengel.

## Fotnoter
1. ↑  SNAC, SNAC Ark-ID: w68050zr, läs online, läst: 9 oktober 2017.[källa från Wikidata]
2. 1 2  Internet Speculative Fiction Database, ISFDB författar-ID: 212749, läst: 9 oktober 2017.[källa från Wikidata]
3. ↑  Representative Poetry Online, Representative Poetry Online poet-ID: gower-john, läst: 9 oktober 2017.[källa från Wikidata]
4. 1 2 3  Encyclopædia Britannica, Encyclopædia Britannica Online-ID: biography/John-Gowertopic/Britannica-Online.[källa från Wikidata]
5. 1 2  Charles Dudley Warner (red.), Library of the World's Best Literature, 1897, läs online.[källa från Wikidata]